# Diane Larsen-Freeman
Diane Larsen-Freeman (Ann Arbor, 24 febbraio 1946) è una linguista statunitense, professoressa emerita in Scienze dell'educazione e della linguistica presso l'Università del Michigan.
Linguista applicata, nota per il suo lavoro nell'acquisizione della seconda lingua, l'inglese come seconda o lingua straniera, metodi di insegnamento delle lingue, formazione degli insegnanti e grammatica inglese, è rinomata per il suo lavoro sull'approccio di Teoria dei Sistemi Complessi Dinamici allo sviluppo della seconda lingua.

## Biografia
Ha iniziato la sua carriera come volontaria del Peace Corps, insegnando inglese a Sabah, in Malesia dal 1967 al 1969, un'esperienza che le è attribuita per aver acceso il suo fascino per l'acquisizione del linguaggio. Ha proseguito gli studi universitari presso l'Università del Michigan, conseguendo il dottorato in linguistica nel 1975.
Ha prestato servizio presso la facoltà della University of California, Los Angeles e poi del SIT Graduate Institute. Nel 2002, è tornata all'Università del Michigan per dirigere l'Istituto di lingua inglese; è stata anche nominata Professoressa presso la School of Education e il Dipartimento di Linguistica. Si è ritirata dall'Università del Michigan nel 2012 e ha ricoperto incarichi emeriti presso l'inglese Language Institute e in Education and Linguistics presso l'Università del Michigan, e presso il SIT Graduate Institute. Rimane attiva nel suo campo e tiene corsi sulla struttura dell'inglese e dello sviluppo della seconda lingua come ricercatrice senior presso la Graduate School of Education della University of Pennsylvania.
Ha concentrato le sue ricerche sul processo di apprendimento della seconda lingua e sulla grammatica inglese, che considera non solo un insieme di schemi strutturali, ma anche un'importante risorsa per dare significato e adattare il linguaggio al contesto comunicativo. Ha scoperto che la teoria della complessità fornisce nuove intuizioni sul linguaggio, la sua acquisizione e il suo uso. Considera tutti i tre processi complessi, non lineari e dinamici. Tale prospettiva ha contribuito alla sua concezione dinamica della lingua, che ha applicato all'insegnamento della grammatica. L'approccio dinamico allo sviluppo della seconda lingua riconosce anche i percorsi individuali che gli studenti tracciano per il successo della seconda lingua e considera l'insegnamento come fondamentalmente un processo di gestione dell'apprendimento.
È stata anche direttrice della rivista Language Learning per cinque anni.
Nel 1997, ha scritto un articolo fondamentale in cui ha suggerito l'applicazione della teoria dei sistemi complessi / dinamici per studiare l'acquisizione della seconda lingua. Nel 2017 è stato pubblicato un libro di articoli in suo onore, Complexity Theory and Language Development.

## Opere

### Libri
- - Larsen-Freeman, D. (Editor) (1980). Discourse Analysis in Second Language Research. Newbury House.
  - Celce-Murcia, M., & Larsen-Freeman, D. (1983). The Grammar Book: An ESL/EFL Teacher's Course. Newbury House.
  - Larsen-Freeman, D. (1986). Techniques and Principles in Language Teaching. Oxford University Press.
  - Larsen-Freeman, D., & Long, M.H. (1991). An Introduction to Second Language Acquisition Research.
  - Celce-Murcia, M., & Larsen-Freeman, D. (1999). The Grammar Book: An ESL/EFL Teacher’s Course (2nd edition). Heinle & Heinle.
  - Larsen-Freeman, D. (2000). Techniques and Principles in Language Teaching (2nd edition). Oxford University Press.
  - Larsen-Freeman, D. (Series Director) (2002). Olympic English. Mc-Graw Hill.
  - Larsen-Freeman, D. (2003). Teaching Language: From Grammar to Grammaring. Heinle Cengage.
  - Larsen-Freeman, D., & Cameron, L. (2008). Complex Systems and Applied Linguistics. Oxford University Press.
  - Larsen-Freeman, D. (Series Director) (2008). Grammar Dimensions: Form, Meaning, and Use (Revised edition). National Geographic Learning.
  - Ellis, N.C., & Larsen-Freeman, D. (Editors) (2009). Language as a Complex Adaptive System. Wiley-Blackwell.
  - Larsen-Freeman, D., & Anderson, M. (2011). Techniques and Principles in Language Teaching (3rd edition). Oxford University Press.
  - Larsen-Freeman, D., & Celce-Murcia, M. (2015). The Grammar Book: Form, Meaning and Use for English Language Teachers (3rd edition). National Geographic Learning/Cengage Publishing Company.

### Articoli
- - Larsen-Freeman, D.E. (1975). The acquisition of grammatical morphemes by adult ESL students. TESOL Quarterly, 9(4), 409-419.
  - Larsen-Freeman, D. (1985). Overviews of theories of language learning and acquisition. In Issues in English Language Development, National Clearinghouse for Bilingual Education. ERIC: ED273145.
  - Larsen-Freeman, D. (1989). Pedagogical descriptions of language: Grammar. Annual Review of Applied Linguistics, 10, 187-195.
  - Larsen-Freeman, D. (1991). Second language acquisition research: Staking out the territory. TESOL Quarterly, 25(2), 315-350.
  - Larsen-Freeman, D. (1997). Chaos/complexity science and second language acquisition. Applied Linguistics, 18(2), 141-165.
  - Larsen-Freeman, D. (2002). Making sense of frequency. Studies in Second Language Acquisition, 24(2), 275-285. 
  - Larsen-Freeman, D. (2004). Conversation analysis for second language acquisition? It all depends. The Modern Language Journal, 88(4), 603-607.
  - Larsen-Freeman, D. (2006). The emergence of complexity, fluency, and accuracy in the oral and written production of five Chinese learners of English. Applied Linguistics, 27(4), 590-619.
  - Ellis, N.C., & Larsen-Freeman, D. (2006). Language emergence: Implications for applied linguistics. Applied Linguistics, 27, 558-589.
  - Larsen-Freeman, D. (2007). On the complementarity of chaos/complexity theory and dynamic systems theory in understanding the second language acquisition process. Bilingualism: Language and Cognition, 10(1), 35-37.
  - Larsen-Freeman, D., & Freeman, D. (2008). Language moves: The place of "foreign" languages in classroom teaching and learning. Review of Research in Education, 32(1), 147-186.
  - Larsen-Freeman, D., & Cameron, L. (2008). Research methodology on language development from a complex systems perspective. The Modern Language Journal, 92(2), 200-213.
  - Larsen-Freeman, D. (2009). Teaching and testing grammar. In M. Long & C. Doughty (Eds.), The Handbook of Language Teaching. Blackwell.
  - Ellis, N.C., & Larsen-Freeman, D. (2009). Constructing a second language: Analyses and computational simulations of the emergence of linguistic constructions from usage. Language Learning, 59(s1), 90-125.
  - Larsen-Freeman, D. (2011). Key concepts in language learning and language education. In J. Simpson (Ed.), Routledge Handbook of Applied Linguistics.
  - Larsen-Freeman, D. (2012). Complex, dynamic systems: A new transdisciplinary theme for applied linguistics? Language Teaching, 45(2), 202-214.
  - Larsen-Freeman, D. (2012). From unity to diversity... to diversity within unity. English Teaching Forum, 50(2), 28-38.
  - Larsen-Freeman, D. (2012). On the role of repetition in language teaching and learning. Applied Linguistics Review, 3(2), 195-210.
  - Larsen-Freeman, D. (2012). The emancipation of the language learner. Studies in Second Language Learning and Teaching, 2(3), 297-309.
  - Larsen-Freeman, D. (2013). Transfer of learning transformed. Language Learning, 63(s1), 107-129.
  - Larsen-Freeman, D. (2015). Saying what we mean: Making the case for second language acquisition to become second language development. Language Teaching, 48(4), 491-505.
  - Larsen-Freeman, D. (2015). Research into practice: Grammar learning and teaching. Language Teaching, 48(2), 263-280.
  - The Douglas Fir Group. (2016). A transdisciplinary framework for SLA in a multilingual world. The Modern Language Journal, 16, 19-47.
  - Larsen-Freeman, D. (2016). Classroom-oriented research from a complex systems perspective. Studies in Second Language Learning and Teaching, 6(3), 377-393.

## Premi e riconoscimenti
- Premio Kenneth W. Mildenberger con Lynne Cameron per Sistemi complessi e linguistica applicata, assegnato dalla Modern Language Association[8] (2008)
- Distinguished Scholarship and Service Award, assegnato dall'American Association of Applied Linguistics[9] (2011)
- 50 a 50 Leader in TESOL, selezionato da TESOL International Association[10] (2016)